# Войнич (місто)
Во́йнич (пол. Wojnicz) — місто в південній Польщі, на річці Дунаєць.
Належить до Тарнівського повіту Малопольського воєводства.

## Географія
Містом протікає річка Вєнцкувка.

## Демографія
Демографічна структура станом на 31 березня 2011 року:
|          | Загалом | Допрацездатний вік | Працездатний вік | Постпрацездатний вік |
| -------- | ------- | ------------------ | ---------------- | -------------------- |
| Чоловіки | 1607    | 363                | 1081             | 163                  |
| Жінки    | 1779    | 327                | 1100             | 352                  |
| Разом    | 3386    | 690                | 2181             | 515                  |